# 雅罗斯拉夫·博罗维奇卡
雅罗斯拉夫·博罗维奇卡（捷克語：Jaroslav Borovička，1931年1月26日—1992年12月29日），捷克男子足球运动员，司职前锋。他曾代表捷克斯洛伐克国家队参加1958年和1962年国际足联世界杯，其中1962年世界杯获得亚军。